# Список керівників держав 36 року

## Європа
- плем'я атребатів — король Веріка (15-43)
- Боспорська держава — цар Рескупорід I Аспург (14 до н. е.- 37 н. е.)
- король гермундурів Вібілій (до 50)
- правитель Дакії Скорило (29-68)
- Ірландія — верховний король Фіаху Фіннолах (до 55)
- плем'я катувеллаунів — вождь Кунобелін (9-43)
- плем'я маркоманів — вождь Ванній (до 50/51)
- Одриське царство — цар Реметалк II (18-38)
- Римська імперія
  - імператор Тиберій (14-37)
  - консули Секст Папіній Алленій і Квінт Плавцій
- легат провінції Паннонія Авл Плавцій (36-42)

## Азія
- Адіабена — Ізат II (34-55)
- Анурадхапура — міжцарство (35-38)
- Велика Вірменія — цар Мітридат (35-37)
- тетрарх Галілеї та Переї Ірод Антипа (4 до н. е. — 39)
- цар Елімаїди Ород I (25-50)
- Емеса — цар Самсігерам II (11 р до н. е.-42)
- Іберійське царство — Фарсман I (до 58)
- Індо-парфянське царство (Маргіана) — цар Гондофар (20-50)
- Індо-скіфське царство — цар Аспаварма (15-45)
- Китай — Династія Хань — Ґуан У (25-57)
- Когурьо — Темусін (18-44)
- Кушанська імперія — Санаб Кушан (до 46)
- Набатейське царство — цар Арета IV Філопатор (9 до н. е.— 40 н. е.)
- Осроена — цар Абгар V (13-50)
- Пекче — ван Тару (29-77)
- Парфія — Артабан III (10-38)
- Понтійське царство — номінально Піфодорида Понтійська (до 37)
- Царство Сатаваханів — магараджа Гауракрішна (31-56)
- Сілла — Юрі (23-57)
- Харакена  — до 37 невідомо
- шаньюй Хунну Юй (18-46)
- первосвященник Юдеї Каяфа (18-36); по ньому — Анна (36-37)
- префект Сирії Луцій Вітеллій (35-38)

## Африка
- Мавретанське царство — цар Птолемей (23-40)
- Царство Куш — цар Пісакар (до 37)
- проконсул провінції Африка Марк Юній Сілан (36)
- префект провінції Єгипет Авл Авілій Флакк (32-38)